# 安娜·普瓦夫斯卡
安娜·普瓦夫斯卡（波蘭語：Anna Puławska，1996年2月7日—），波兰女子皮划艇运动员。她曾代表波兰参加2020年夏季奥林匹克运动会皮划艇比赛，获得一枚银牌和一枚铜牌。